# Machine Intelligence Research Institute
O Machine Intelligence Research Institute (MIRI), antigo Singularity Institute for Artificial Intelligence (SIAI), é um instituto de pesquisa sem fins lucrativos que, desde 2005, se concentra na identificação e no gerenciamento dos possíveis riscos existenciais da inteligência artificial geral. O trabalho do MIRI tem se concentrado em uma abordagem de inteligência artificial amigável para o design do sistema e na previsão da taxa de desenvolvimento da tecnologia.

## História

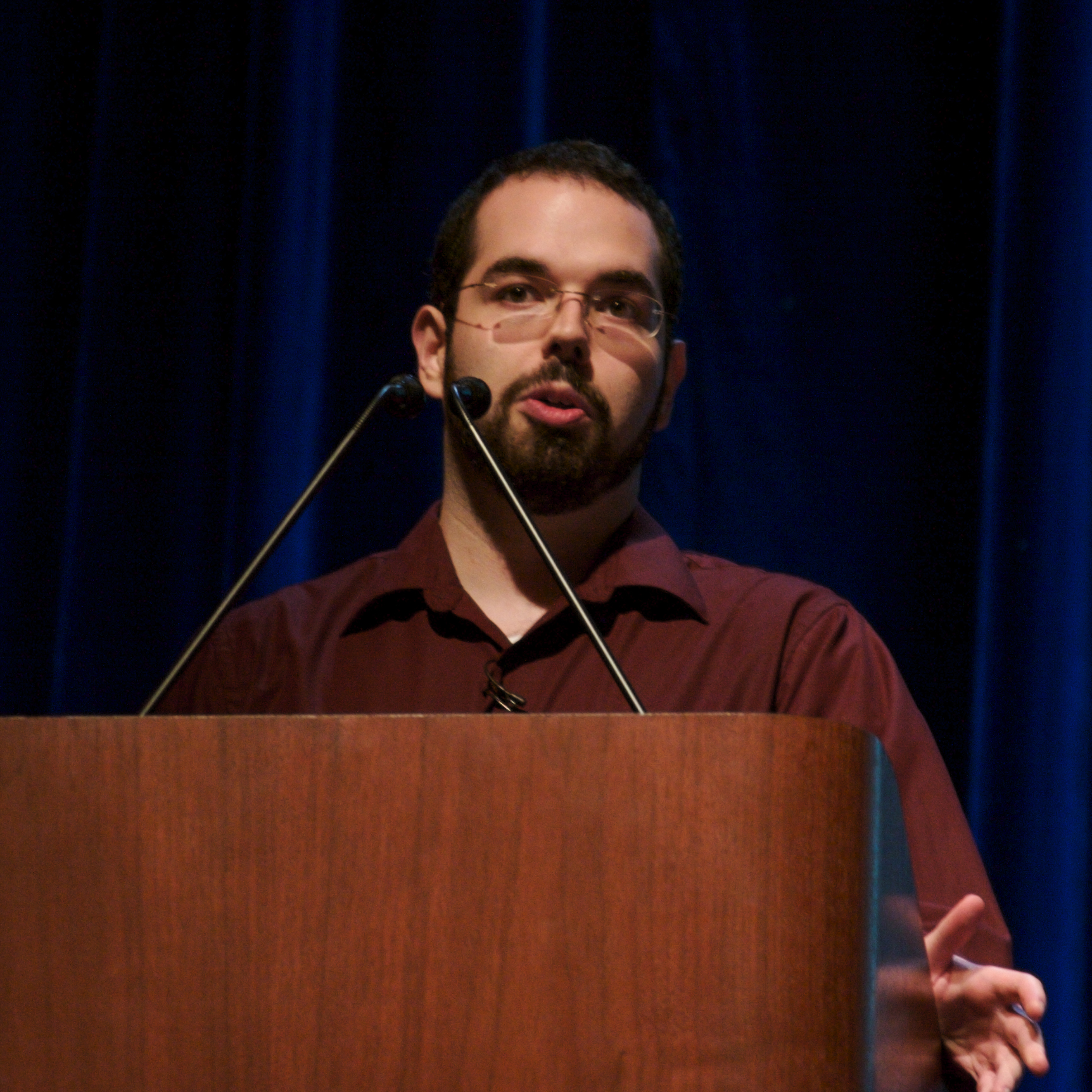
Yudkowsky na Universidade de Stanford em 2006.

Em 2000, Eliezer Yudkowsky fundou o Singularity Institute for Artificial Intelligence com o financiamento de Brian e Sabine Atkins, com o objetivo de acelerar o desenvolvimento da inteligência artificial (IA). No entanto, Yudkowsky começou a se preocupar com o fato de que os sistemas de IA desenvolvidos no futuro poderiam se tornar superinteligentes e representar riscos para a humanidade, e em 2005 o instituto mudou-se para o Vale do Silício e começou a se concentrar em maneiras de identificar e gerenciar esses riscos, que na época eram amplamente ignorados pelos cientistas da área.
A partir de 2006, o instituto organizou o Singularity Summit para discutir o futuro da IA, inclusive seus riscos, inicialmente em cooperação com a Universidade de Stanford e com financiamento de Peter Thiel. O San Francisco Chronicle descreveu a primeira conferência como uma “festa de inauguração da Bay Area para a filosofia inspirada na tecnologia chamada transumanismo”. Em 2011, seus escritórios eram quatro apartamentos no centro de Berkeley. Em dezembro de 2012, o instituto vendeu seu nome, domínio da Web e o Singularity Summit para a Singularity University, e no mês seguinte adotou o nome “Machine Intelligence Research Institute”.
Em 2014 e 2015, o interesse público e científico nos riscos da IA cresceu, aumentando as doações para financiar pesquisas no MIRI e em organizações semelhantes. 
Em 2019, a Open Philanthropy recomendou uma doação de apoio geral de aproximadamente US$ 2,1 milhões ao longo de dois anos para a MIRI. Em abril de 2020, a Open Philanthropy complementou isso com uma doação de US$ 7,7 milhões ao longo de dois anos.
Em 2021, Vitalik Buterin doou vários milhões de dólares em Ethereum para o MIRI.

## Pesquisa e abordagem

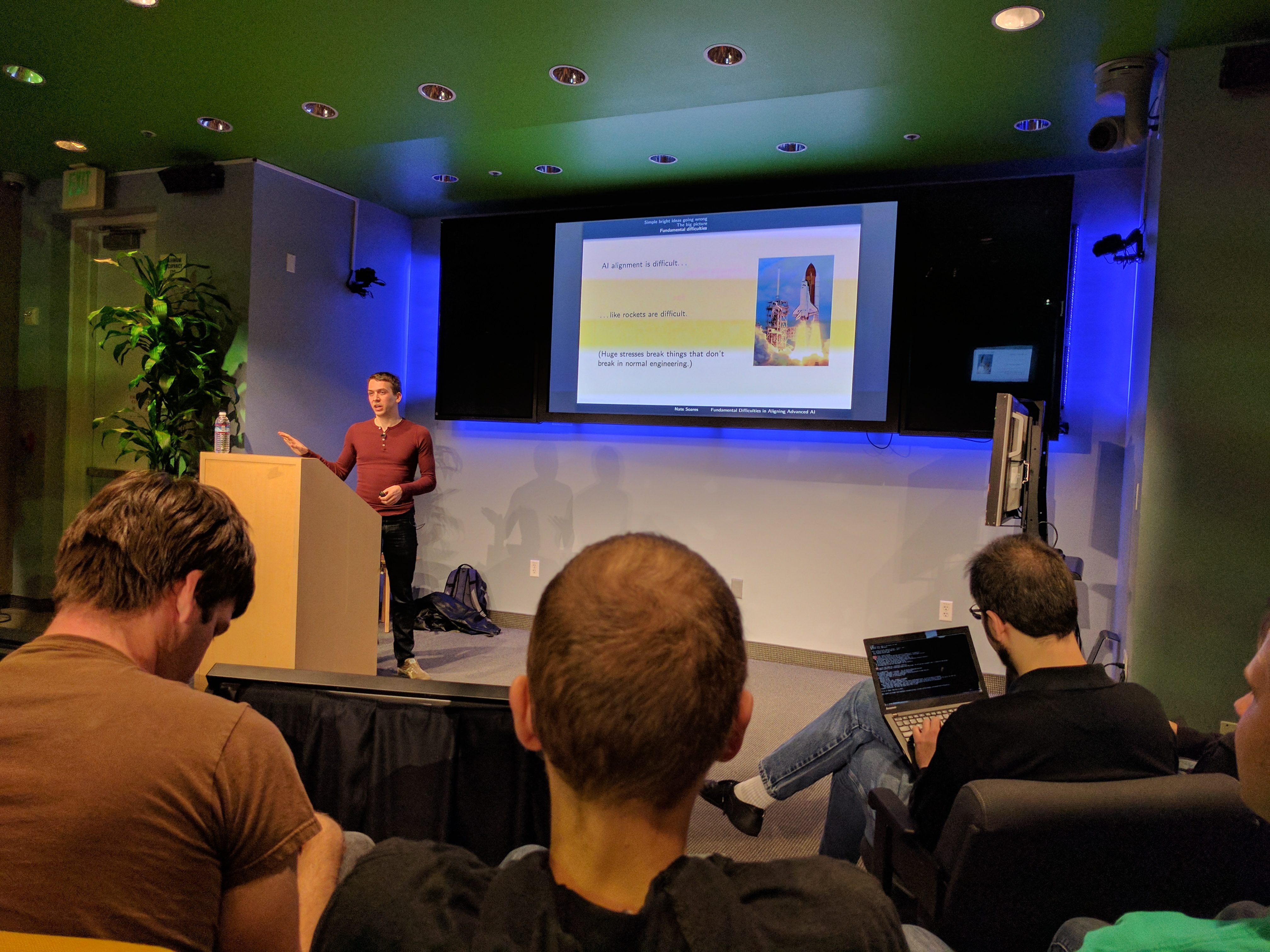
Nate Soares apresentando uma visão geral do problema de alinhamento de IA no Google em 2016.

A abordagem do MIRI para identificar e gerenciar os riscos da IA, liderada por Yudkowsky, trata principalmente de como projetar uma IA amigável, abrangendo tanto o projeto inicial dos sistemas de IA quanto a criação de mecanismos para garantir que os sistemas de IA em evolução permaneçam amigáveis.
Os pesquisadores do MIRI defendem o trabalho de segurança antecipado como medida de precaução. No entanto, os pesquisadores do MIRI expressaram ceticismo em relação aos pontos de vista dos defensores da singularidade, como Ray Kurzweil, de que a superinteligência está “logo ali na esquina”. O MIRI financiou o trabalho de previsão por meio de uma iniciativa chamada AI Impacts, que estuda instâncias históricas de mudanças tecnológicas descontínuas e desenvolveu novas medidas do poder computacional relativo de humanos e hardware de computador.
O MIRI se alinha com os princípios e objetivos do movimento de altruísmo eficaz.

## Obras da equipe do MIRI
- Graves, Matthew (8 de novembro de 2017). «Why We Should Be Concerned About Artificial Superintelligence». Skeptic. The Skeptics Society. Consultado em 28 de julho de 2018

- LaVictoire, Patrick; Fallenstein, Benja; Yudkowsky, Eliezer; Bárász, Mihály; Christiano, Paul; Herreshoff, Marcello (2014). «Program Equilibrium in the Prisoner's Dilemma via Löb's Theorem». Multiagent Interaction without Prior Coordination: Papers from the AAAI-14 Workshop. AAAI Publications

- Soares, Nate; Levinstein, Benjamin A. (2017). «Cheating Death in Damascus» (PDF). Formal Epistemology Workshop (FEW). Consultado em 28 de julho de 2018

- Soares, Nate; Fallenstein, Benja; Yudkowsky, Eliezer; Armstrong, Stuart (2015). «Corrigibility». AAAI Workshops: Workshops at the Twenty-Ninth AAAI Conference on Artificial Intelligence, Austin, TX, January 25–26, 2015. AAAI Publications

- Soares, Nate; Fallenstein, Benja (2015). «Aligning Superintelligence with Human Interests: A Technical Research Agenda» (PDF). In:  Miller, James; Yampolskiy, Roman; Armstrong, Stuart;  et al. The Technological Singularity: Managing the Journey. [S.l.]: Springer

- Yudkowsky, Eliezer (2008). «Artificial Intelligence as a Positive and Negative Factor in Global Risk» (PDF). In:  Bostrom, Nick; Ćirković, Milan. Global Catastrophic Risks. [S.l.]: Oxford University Press. ISBN 978-0199606504

- Taylor, Jessica (2016). «Quantilizers: A Safer Alternative to Maximizers for Limited Optimization». Workshops at the Thirtieth AAAI Conference on Artificial Intelligence

- Yudkowsky, Eliezer (2011). «Complex Value Systems in Friendly AI» (PDF). Artificial General Intelligence: 4th International Conference, AGI 2011, Mountain View, CA, USA, August 3–6, 2011. Berlin: Springer